# Johann Georg Hamann
Johann Georg Hamann (Königsberg, 27 d'agost de 1730 - Münster, 21 de juny de 1788) va ser un filòsof i escriptor alemany.
La seua afecció pels temes irracionals i el llenguatge místic li van valdre el sobrenom del mag del Nord (Magus aus Norden), nom que ell acceptava i emprava de bona gana.

## Biografia
Va iniciar els seus estudis de teologia l'any 1746 a la Universitat de Königsberg, abans d'orientar-se vers els estudis de dret. Tanmateix, els seus interessos principals eren les llengües, la filosofia i les ciències naturals. Va abandonar la universitat l'any 1752 sense haver obtingut cap diploma. El 1757 es va instal·lar a Londres, on va residir fins a l'estiu de 1758. Llavors, va patir una profunda crisi, arran de la qual va iniciar un profund estudi de la Bíblia, que el va conduir a una "experiència de revelació".
Va intentar casar-se amb Katharina Berens, filla de l'home de negocis Christoph Berens, però no hi va reeixir. Va tornar a Königsberg a l'inici de 1759 a causa d'una greu malaltia de son pare. Malgrat el seu gran coneixement de llengües, no va poder dedicar-se a l'ensenyament per culpa de la seua deficient pronúncia, i va haver d'acontentar-se a exercir ocupacions accessòries, desenvolupant per altra banda una important activitat literària. L'any 1762, va entaular amistat amb Johann Gottfried Herder, sobre el qual exerciria una gran influència.
L'any 1767, per intermediació de Kant, va aconseguir un lloc de traductor en l'administració prussiana de duanes. Aleshores, va establir un "matrimoni de consciència" (que mai no seria oficialitzat) amb Anna Regina Schumacher, amb la qual tingué quatre fills. La seua activitat professional li deixava molt de temps lliure per a dedicar-se a l'estudi i l'escriptura. A partir de 1787, va viatjar a Düsseldorf per entrevistar-se amb Friedrich Heinrich Jacobi, i també a Münster, on va morir el 21 de juny de 1788.

## Idees principals i influència
Hamann és considerat com el profeta del moviment Sturm und Drang. Front als filòsofs contemporanis de la Il·lustració, i principalment front al seu amic Emmanuel Kant, Hamann s'inscriu en la tradició de Giordano Bruno, Leibniz, Spinoza i del neoplatonisme. Així, va desenvolupar un interès pels temes de la creació o l'encarnació divina, per la unió de la raó i la sensibilitat, d'allò universal i particular, del concepte i de la percepció. Va exercir una gran influència sobre el pensament de Herder i de Jacobi, però també sobre Goethe, Hegel, Schelling, i sobretot sobre Kierkegaard. Al segle xx, pot resseguir-se la influència de Hamann en el pensamet d'Ernst Jünger, que l'evoca sovint en els seus diaris (Siebzig verweht).
Considerava la cèlebre divisa de Sòcrates "només sé que no sé res" com l'assumpció de l'irracionalisme, i exigia tant al pensador com al poeta una certa "calor de la voluntat". Els seus escrits, que són generalment breus, es troben farcits de cites i al·lusions, i estan redactats en un estil enigmàtic que contrasta amb la simplicitat d'estil de la seua correspondència. Hom ha volgut concloure que l'objectiu de Hamann, amb les seues obres, era "obligar" el seu lector a fer un treball actiu d'elaboració del pensament. Autor i lector són per a ell complementaris, formen dues meitats d'un mateix tot, que han d'adaptar-se per poder atènyer l'objectiu comú.
Aquesta aproximació es pot inscriure en el seu concepte general de coincidentia oppositorum ('unió dels contraris'), unió que ell intentava posar de manifest tant en el si de la vida humana com en els misteris de Crist, amb el cas de la unió enigmàtica del cos i l'ànima, de la sensibilitat i la raó, del destí i la responsabilitat. Tan gran fascinació per la contradicció el va empènyer a adoptar un especial gust per la ironia, de la qual estan plens els seus escrits, i que va jugar un important paper en la influència que va exercir sobre Kierkegaard.
Les seues obres més importants són: Sokratische Denkwürdigkeiten (1759), Golgatha und Scheblimini (1784) i la seua Metakritik über den Purismus der reinen Vernunft (1784).

## Obres
- Gedanken über meinen Lebenslauf, 1758/59
- Sokratische Denkwürdigkeiten, 1759
- Kreuzzüge des Philologen, 1762
- Golgatha und Scheblimini, 1784